# Charles de Pougens
Marie-Charles-Joseph de Pougens, dit Charles de Pougens ou Charles Pougens, né à Paris le 15 août 1755 et mort à Vauxbuin le 19 décembre 1833, est un homme de lettres et imprimeur-libraire français.
Atteint de cécité à l’âge de 24 ans, il ne s'en livre pas moins à une prodigieuse activité littéraire en tant qu'auteur, traducteur, lexicographe, éditeur et imprimeur, et sa renommée est telle qu'il est élu membre de 38 académies françaises et étrangères.

## Biographie
Au dire de la marquise de Créquy, Charles de Pougens serait le fils naturel du Prince de Conti. Quoi qu'il en soit, confié aux soins d'une certaine Madame Beaugé, il bénéficie d'une éducation très soignée. Il étudie très tôt la musique et les langues ; une élève de Jean-Baptiste Greuze lui donne des cours de dessin et Jean-Jacques Bachelier des cours de peinture. Son ardeur à l'étude est exceptionnelle :

« Je m'étais réduit à quatre heures de sommeil. Pour me tenir éveillé je prenais jusqu'à dix tasses de café et je jetais une forte pincée de sel dans la dernière afin de lui donner plus d'activité. Dix-neuf heures de travail, sauf les jours où j'étais obligé d'aller souper chez M. le prince de Conti, alors comte de la Marche. Madame Beaugé s'opposait, comme de raison, à ces veilles forcées ; mais je volais des bouts de chandelle que je cachais dans un gros étui, puis moyennant un petit briquet j'allumais mon modeste luminaire. Bref, je devins assez fort dans les divers genres de littérature ancienne, moderne, nationale et étrangère. »

En 1776, il est envoyé  à Rome, où on le destine à la diplomatie et où il commence à rédiger son Trésor des origines et Dictionnaire grammatical raisonné de la langue française. Ses talents de peintre le font admettre à l'Académie italienne des Beaux-Arts. Lors d'une épidémie de petite vérole en 1779, il tombe gravement malade et perd la vue. De retour à Paris, il commence à composer des essais sur des sujets variés. En 1786, il se rend en mission diplomatique à Londres où, tout en poursuivant ses recherches linguistiques, il fréquente le chevalier d'Éon et se fait traiter les yeux sans succès par le comte de Cagliostro. Une fluxion de poitrine le contraint à rentrer définitivement à Paris en 1789. Il travaille à un drame, Julie, ou la Religieuse de Nîmes, qui est lu par Talma dans les salons littéraires. Il se lie aux philosophes, correspond avec Rousseau et édite les œuvres de d'Alembert.
Lorsque survient la Révolution, il échappe aux répressions de la Terreur, mais il est ruiné par la dépréciation des assignats et la fin des pensions royales. Pour subsister, il se fait traducteur, puis se lance en 1793 dans le commerce des livres. À force de persévérance, il monte en quelques années l'une des premières maisons de commission de librairie de Paris. Il est chargé de préparer la bibliothèque que doit embarquer l'expédition d'Égypte. Il dirige une imprimerie qui fournit du travail à une cinquantaine de pères de famille. Il est élu membre de l'Académie des inscriptions et belles-lettres en 1799 et crée un journal littéraire, la Bibliothèque française, en 1800. Son commerce de librairie est toutefois mis à mal par une série de banqueroutes et il doit se résoudre à emprunter. Napoléon, alors premier consul, lui avance une somme considérable.
En 1805, il se rend aux Pays-Bas pour aller au-devant d'une Anglaise qu'il avait connue à Londres et avec laquelle il se marie. Il se retire deux ans plus tard dans la vallée de Vauxbuin, près de Soissons, tout en poursuivant sans relâche ses activités d'éditeur et d'auteur. Il publie en 1819 ce qu'il appelle un « spécimen » de son œuvre majeure, soit 500 pages de ce dictionnaire pour lequel il a, dit-il, « réuni plus de cinq cent mille citations ou exemples tirés des principaux écrivains français et qui sont destinés à étendre les diverses acceptions des mots de notre langue ». Mais il meurt d'apoplexie avant d'avoir pu achever son travail. Émile Littré, qui puise dans les manuscrits de Charles de Pougens conservés par l'Institut de France pour composer son célèbre Dictionnaire, lui rend ainsi hommage dans sa préface :

« J'en dois dire autant de Pougens. Lui est de notre siècle ; il avait projeté un Trésor des origines de la langue française ; un Spécimen en a été publié en 1819, et deux volumes, sous le titre d'Archéologie française, en ont été tirés. Pour s'y préparer, il avait fait des extraits d'un grand nombre d'auteurs de tous les siècles ; ses dépouillements sont immenses ; ils remplissent près de cent volumes in-folio ; c'est la bibliothèque de l'Institut qui les conserve, et ils n'y sont que depuis deux ou trois ans ; j'y jette les yeux à mesure que j'imprime, et avec cette aide je fortifie plus d'un article, je remplis plus d'une lacune. Les manuscrits de La Curne de Sainte-Palaye et de Pougens sont des trésors ouverts à qui veut y puiser ; mais on ne peut y puiser sans remercier ceux qui nous les ont laissés. »

## Œuvres

### Théâtre
- Julie, ou la Religieuse de Nîmes, drame historique en un acte et en prose (1792)

### Contes et nouvelles
- Abel, ou les Trois frères (1820)
- Contes du vieil ermite de la vallée de Vauxbuin (3 volumes, 1821)
- Jocko, anecdote détachée des Lettres inédites sur l'instinct des animaux (1824) (Cette nouvelle donna lieu à une pièce/ballet très célèbre, "Jocko ou le Singe du Brésil" et fut publiée et commentée très favorablement par Anatole France en 1880)
- Albéric et Sélénie, ou Comme le temps passe ! (1827)
- Contes en vers et poésies (1828)

### Philologie et lexicographie
- Vocabulaire de nouveaux privatifs français imités des langues latine, italienne, espagnole, portugaise, allemande et anglaise, suivi de la table bibliographique des auteurs cités (1793)
- Essai sur les antiquités du Nord, et les anciennes langues septentrionales (1799)
- Trésor des origines et dictionnaire grammatical raisonné de la langue française : Spécimen (1819)
- Archéologie française, ou Vocabulaire de mots anciens tombés en désuétude (2 volumes, 1821-25) (→ tome 1 & tome 2  en ligne)

### Essais et albums
- Récréations de philosophie et de morale (1784)
- Traité curieux sur les cataclysmes ou déluges, les révolutions du globe, le principe sexuel et la génération des minéraux (1791). Réédité sous le titre Essais sur divers sujets de physique, de botanique et de minéralogie, ou Traités curieux sur les cataclysmes, les révolutions du globe, le principe sexuel et la génération des minéraux, composés à Richmond, en 1787 (1793)
- Doutes et conjectures sur la déesse Néhalennia (1810)
- Les Quatre Âges (1819)
- Galerie de Lesueur, ou collection de tableaux représentant les principaux traits de la vie de Saint Bruno, dessins et gravures de Georges Malbeste (1825)

### Correspondances
- Lettres originales de J.-J. Rousseau, à Mme de..., à Mme la maréchale de Luxembourg, à M. de Malesherbes, à d'Alembert, etc. (1798)
- Lettres d'un chartreux, écrites en 1755 (1820)
- Lettres de Sosthène à Sophie (1821)
- Lettres philosophiques à Madame*** sur divers sujets de morale et de littérature, dans lesquelles on trouve des anecdotes inédites sur Voltaire, J.-J. Rousseau, d'Alembert, Pechméja, Franklin, le Cte d'Aranda, etc., suivies d'une Dissertation sur la vie et les ouvrages de Galilée, et d'une notice sur quelques exemples de longévité (1826)

### Traductions
- De l’anglais de Watkin Tench : Relation d'une expédition à la Baye Botanique avec des observations sur les habitants de cette contrée, et la liste de l'état civil et militaire au Port Jackson (1789)
- De l’allemand de Georg Forster : Voyage philosophique et pittoresque sur les rives du Rhin, fait en 1790 (2 volumes 1794)
- De l’allemand de Georg Forster : Voyage philosophique et pittoresque en Angleterre et en France fait en 1790, suivi d'un Essai sur l'histoire des arts dans la Grande-Bretagne, par George Forster, l'un des compagnons de Cook (1795) Texte en ligne
- De l’anglais de John White : Voyage à la Nouvelle Galles du Sud, à Botany-bay, au Port Jackson, en 1787, 1788, 1789, par John White. Ouvrage où l'on trouve de nouveaux détails sur le caractère et les usages des habitans du cap de Bonne-Espérance, de l'île Ténériffe, de Rio Janeiro et de la Nouvelle-Hollande, ainsi qu'une description exacte de plusieurs animaux inconnus jusqu'à présent. Traduit de l'anglais avec des notes critiques et philosophiques (1798)

### Mémoires
- Mémoires et Souvenirs de Charles de Pougens, Chevalier de Plusieurs Ordres, de l'Institut de France, des Académies de La Crusca, de Madrid, de Gottingue, de St-Pétersbourg, etc. ; commencés par lui et continués par Mme Louise B. de Saint-Léon (1834) Texte en ligne